# Raymond Emile Couvegnes
Raymond-Émile Couvègnes (Ermont, 27 de febrero de 1893-Boulogne, 18 de diciembre de 1985) fue un escultor francés.

## Datos biográficos
Raymond-Émile Couvègnes fue hijo de Émile Couvègnes, historiador militar y director del Ferrocarril del Norte de Francia.
A una edad muy temprana, mostró gran talento para el dibujo. Sus estudios incluyen la escuela de artes aplicadas Bernard Palissy, y la École Nationale Supérieure des Beaux-Arts de París. Fue nombrado oficial de la Académie y oficial de la Legión de Honor. 
En 1927 obtiene el Primer Gran Premio de Roma de escultura con el alto relieve en escayola "L'invention de la corne d'abondance" (La invención de la cornucopia). La reproducción en mármol de esta obra se encuentra en el Museo de Saint-Siméon en California.
Su vida artística puede dividirse en tres periodos, el primero de ellos está dedicado a la reconstrucción de numerosas iglesias y los ayuntamientos devastados por la Primera Guerra Mundial en el norte de Francia. Hacia 1930 creó el monumento. en Rosny-sous-Bois(este trabajo, que consiste en un desnudo femenino con una vid en la mano izquierda, recuerda el pasado vitícola de la Comuna) . Contribuyó a la decoración con metal fundido. 
En su segunda etapa, produce muchos bustos, órdenes oficiales y monumentos conmemorativos de piedra. En París, un gran busto de Pierre Curie destinado al Palacio del Descubrimiento, la estatua de Claude Bernard, frente al Colegio de Francia, la Reina Astrid en la Ciudad Universitaria, La Mujer en el baño del Parc de la Butte , que es réplica de la mayor fundición de su tiempo presentada en la Exposition Internationale de 1937. En las provincias, esculpe los monumentos de Raymond Poincaré, de Franklin D. Roosevelt Cesnay y la resistencia del suroeste de Neuvic, a continuación, una estela a la gloria de los libertadores de Amboise, y muchos más.
En 1934 colabora con el arquitecto Albert Laprade y el escultor Alfred-Alphonse Bottiau, en las obras del Inmueble del periódico Le Grand Echo du Nord. Actualmente el edificio es la sede del periódico La Voix du nord, en la Grande Place de Lille, Nord Suya es la alegoría de bronce dorado sobre "La Voix du Nord". Es la representación de las tres gracias, simbolizando las tres provincias de la región de Nord-Pas de Calais. También realiza un frontón de cemento sobre la Cámara de Comercio de Poitiers, y un mosaico de Europa frente al ayuntamiento de Boulogne.
En el extranjero, hizo un busto de Aimé de Sornay, inventor de la caña de azúcar en Mauricio, y un Viacrucis de un convento francés en Alejandría.
En una última etapa, crea estelas de arte, los escudos para el Rin y para los grupos escolares (Ermont, Boulogne, Franconville, Poitiers, Saint-Cyr, y Sannois Coëtquidam).
Más tarde, Électricité de France le encargó entre 1956 y 1973 la importante tarea de decorar la hidráulica y las centrales nucleares de Francia.
Simultáneamente a estas grandes piezas de escultura monumental, Couvègnes diseña premios y órdenes de l'Hôtel des Monnaies (Monnaie de Paris), incluyendo las medallas del presidente Poincaré, del pintor Vasili Kandinski y la Medalla de Baloncesto en 1976.
Murió en 1985 en la ciudad de Boulogne, donde había creado la école de las Artes y había enseñado escultura.